# Commersonia madagascariensis
Commersonia madagascariensis är en malvaväxtart som först beskrevs av John Gilbert Baker, och fick sitt nu gällande namn av C.F.Wilkins och Whitlock. Commersonia madagascariensis ingår i släktet Commersonia och familjen malvaväxter. Inga underarter finns listade i Catalogue of Life.